# Kaplica św. Michała Is-Sanċir w Rabacie
Kaplica św. Michała, bardziej znana po maltańsku jako Il-Kappella tas-San Ċir albo Il-Kappella ta' San Mikiel is-Sanċir (ang. Chapel of St Michael) – jest to średniowieczna kaplica, znajdująca się w granicach Rabatu na Malcie, na terenie określanym jako Ġnien is-Sultan (królewski ogród).

## Początki
Jest to prawdopodobnie najstarsza świątynia w Rabacie. Architektura kaplicy datuje ją na połowę XV wieku. Jednak w zachowanych źródłach, po raz pierwszy wymieniona została w raporcie biskupa Pietro Dusiny, podczas jego wizytacji Malty w roku 1575. Raport wymienia kościół św. Michała w ogrodzie Ġnien is-Sultan; wedle raportu kościół nie miał drzwi ani okien, jedynie podłogę i jeden ołtarz. W późniejszym czasie kaplica jest wzmiankowana kilkakrotnie. W roku 1598 biskup Gargallo wspomina, że święto patrona kaplicy było obchodzone 29 września każdego roku, z nieszporami, w których uczestniczyli miejscowi rolnicy. W roku 1615 biskup Baldassare Cagliares opisał obraz św. Michała, znajdujący się w kaplicy, jako ledwo rozpoznawalny, wskazując na zły stan budowli. Z powodu zaniedbanego stanu, w roku 1678 biskup Miguel Jerónimo de Molina zdesakralizował kościół, i zarządził przeniesienie obrazu św. Michała do kościoła parafialnego w Rabacie.

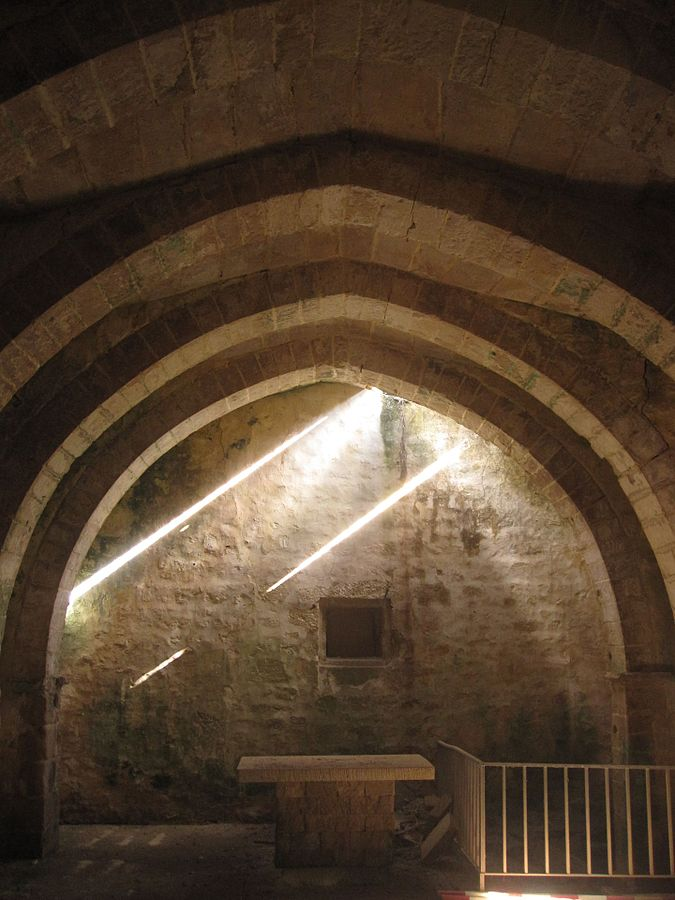
Wnętrze kaplicy

Kiedy budowla popadła w stan zaniedbania, przez ponad 300 lat była używana przez miejscowych rolników jako stajnia i magazyn płodów rolnych. W środku zbudowano mur, dzielący wnętrze na dwa pomieszczenia, każde z osobnym wejściem Stan ten trwał do roku 1981.

## Odnowienie
W roku 1981 rozpoczęto prace przy doprowadzeniu budynku do stanu używalności. Mur, dzielący kaplicę, został zburzony, a kaplica odgruzowana i odnowiona. Uczynili to ochotnicy z Sanċir Trust oraz National Students Travel Foundation i Friends of Malta. Zbudowany został kamienny ołtarz, i po siedmiu latach prac, 2 października 1988 kaplica otwarta została dla posługi religijnej. W uroczystej ceremonii uczestniczył prezydent Malty „ad interim” Paul Xuereb, ówczesny minister edukacji (późniejszy prezydent Malty) Ugo Mifsud Bonnici oraz kierownictwo NSTF. Mszę świętą odprawił Mons. Gwann Azzopardi.

## Współcześnie
Minęło 30 lat od kiedy kaplica została odrestaurowana. Budynek przestał być użytkowany, jest w opłakanym stanie i grozi mu zawalenie. Roślinność zarosła mury kaplicy, a wyrosłe w tym czasie drzewa zablokowały główne wejście do budynku. Część dachu w pobliżu ołtarza zawaliła się, na ścianach widoczne są pęknięcia. 16 czerwca 2013 wyemitowany został w TVM reportaż o kaplicy. Wypowiadali się w nim m.in. Mons. Gwann Azzopardi oraz architekt Nadia Martinelli, autorka pracy naukowej na temat kaplicy, z nadzieją na zainteresowanie odpowiednich czynników, i jej powtórne odnowienie.

## Wygląd kaplicy
Styl, w którym kaplica powstała, jest bardzo podobny do tego, w którym zbudowano inne średniowieczne kaplice, znajdujące się na wyspach maltańskich, np. kaplicę św. Cecylii w Għajnsielem na Gozo, czy kaplicę Zwiastowania w Ħal-Millieri, choć Sanċir wydaje się być starsza.
Kaplica jest sporym prostokątnym pomieszczeniem, bez żadnych form architektonicznych czy innych upiększeń. Jej mury zbudowane są z kamienia, przypominają ścianę z gruzu. Na zewnątrz ścian są wzmocnienia (mury oporowe), podtrzymujące budynek. Przy zaokrąglonych na szczycie drzwiach widać niewielkie okno, dające trochę światła do wnętrza kaplicy.
Wewnątrz kaplicy zwracają uwagę łuki, w stylu określanym czasem jako sykulo-normański, na których wspierają się, niestety spadające, płyty dachu. Świątynia nie posiada apsydy. Podczas pierwszych prac porządkowych na początku lat 80. znaleziono pomiędzy łukami ślady kamiennych ławek, znanych jako dikkiena.
Widoczne są fragmenty posadzki kościoła, wykonanej z płyt kamiennych, ułożonych w pewnej symetrii. Wewnątrz kaplicy znaleziono wydrapane graffiti galer – prawdopodobnie pewnego rodzaju formę „ex-voto”. Kaplica ma dwoje drzwi i okno, zamknięte teraz żelaznymi kratami, które jednak umożliwiają zajrzenie do środka.
Kiedyś do kaplicy przylegał niewielki cmentarz – dziś pokryty betonem. Było powszechną praktyką dokonywać pochówków w pobliżu kościoła. Trzeba zaznaczyć, że wiele kaplic budowano właśnie jako kaplice cmentarne.

## Dedykacja kaplicy
Wezwanie i patron święty starych kaplic bywają czasem osobliwe. Pochodzenie kaplicy św. Michała może sięgać czasów bizantyńskich, o czym może świadczyć nazwa kaplicy Is-Sanċir. Jak twierdzi prof. Stanley Fiorini, nazwa ta może oznaczać, że kaplica była poświęcona Cyriakowi Pustelnikowi, świętemu kościoła wschodniego. Po wygnaniu mahometan, podczas rechrystianizacji Malty, kiedy zamieniano, powszechne wtedy tutaj, obrzędy kościoła greckokatolickiego na ryt „łaciński”, zmieniono również greckokatolickie dedykacje kaplic na „łacińskich” świętych. Święto św. Cyriaka (malt. San Ċirijaku lub San Ċir) obchodzone było (według „starego” kalendarza juliańskiego) 29 września, co przypadało na dzień św. Archanioła Michała (malt. San Mikiel) w kościele zachodnim. Możliwe jest, że w konsekwencji lokalni mieszkańcy zaczęli określać kaplicę mianem San Mikiel San Ċir, co przeszło w San Mikiel Is-Sanċir. Jednak nie jest znana żadna dokumentacja, potwierdzająca tę teorię.
Znamienne jest, że podobna sytuacja występowała też w przypadku innych kościołów, np. w Bubaqra, części Żejtun, istniała kaplica św. Michała, która również była znana jako San Ċir.

## Ochrona dziedzictwa kulturowego
W dniu 14 października 2020 kaplica wpisana została na listę zabytków narodowych 1. stopnia.